# Cerodontha magnicornis
Cerodontha magnicornis är en tvåvingeart som först beskrevs av Friedrich Hermann Loew 1869.  Cerodontha magnicornis ingår i släktet Cerodontha och familjen minerarflugor. Inga underarter finns listade i Catalogue of Life.